# 1978年自由民主党総裁選挙
1978年自由民主党総裁選挙（1978ねんじゆうみんしゅとうそうさいせんきょ）に行われた日本の自由民主党の党首である総裁の選挙である。
現職総裁の福田赳夫に加えて大平正芳・中曽根康弘・河本敏夫の計4名が立候補し、予備選挙を通過した大平と福田のうち福田が辞退したため大平が当選者となった。

## 概要

### 大福密約
1976年のロッキード事件に端を発する三木おろしにおいて、反主流派の田中・大平・福田三派は挙党体制確立協議会（挙党協）を結成、三木・中曽根両派による主流派を攻めた。第34回衆院選で自民党が議席を減らし三木の退陣が既定路線となったが、後任を巡っては大平正芳と福田赳夫との間に大福密約が成立して、まず福田が首相になり、1期2年限りで大平に跡を譲る取り決めがなされた。
1976年12月23日、福田は両院議員総会で満場一致で総裁に選出された。幹事長には大平が就任し、福田の宿敵田中角栄の盟友である大平を取り込んだ「大福一体」体制が成立した。12月24日、総理大臣に就任。
しかし福田は1977年の参院選に勝利したころから、続投への色気を見せ始める。同年末の内閣改造で中曽根康弘を総務会長に据え、田中派の大臣ポストを減らすなど、中曽根派の引き込みと「大平外し」を始める。

### 大平正芳が出馬を決意
1978年になると公選を見据えた派閥レベルの動きが活発化する。2月中旬には自民党役員会が「派閥活動を自粛するよう申し入れる」と声明し、大福の「政治休戦」と言われたが、18日には大平の地元の自民党香川県連が大平を総裁候補として推薦する決議を行っている。5月26日には読売新聞が「大平氏 公選出馬を決意」と報じる。両院議員による本選挙を行った場合、大平が過半数を獲得すると見込まれていた。一方、福田の路線は大福一体の継続のもとでの再選であり、大平が出馬しなければ福田は再選後の任期前半で禅譲すると大平に伝えたが、大平は出馬辞退を受け入れなかった。
そこで福田は衆議院解散・総選挙を行ってそこそこの成果を残し、文句なしの続投を勝ち取ろうとする。総選挙で自民党が勝利すれば福田再選への流れとなり、敗北すれば選挙責任者である幹事長の大平が福田よりも責任を問われることになる。大平サイドは当然反発し、6月6日、金丸信防衛庁長官（田中派）は内閣委員会における答弁の中で「大義なき解散には反対である。解散の閣議があった場合、自分は署名しない」と発言した。16日、国会閉会日の代議士会では大平が「解散はないので、各自平常心で行動してもらいたい」と打ち消した。当時の伯仲国会における政局を理由として解散とするシナリオが考えられたが、自民党幹事長の大平が新自由クラブ幹事長の西岡武夫と話をつけているため、たびたびの政局化しそうな局面でも与野党の折衝が早々にまとまり政局とはならなかった。8月12日に中国との交渉が妥結し日中平和友好条約が調印されたことで福田政権の人気が上昇し、解散が無くとも福田の再選が見込まれるようになり、また条約批准の日程上も解散は難しくなった。さらに8月27日には大平の地元の香川県知事選挙で自民党公認の大野功統が落選し大平の失点となり、福田の再選を後押しする要素に数えられた。これらの情勢の下、衆議院解散は行われなかった。
10月14日の記者会見で、大平は「この臨時国会で大福体制は終焉する」と発言し、大福対決の姿勢を鮮明にした。
当初は、中曽根と河本が予備選2位以内につける可能性は薄く、事実上の福田・大平一騎打ちとなると考えられた。大福両陣営とも予備選通過は当然と考え、本選における政治的効果を見据えて予備選で点数を積み上げることが意図された。
マスコミ各社はいずれも福田優勢を告げていた。10月10日の読売新聞は「福田過半数、中曽根急迫、大平振るわず」という世論調査記事を出した。10月16日の毎日新聞は「中曽根21%、大平20%」という世論調査記事を出した。10月21日の朝日新聞の世論調査記事も「1%差で中曽根2位、大平3位」と、揃って中曽根の食い込みを伝えた。11月16日の毎日新聞は「人気は『福』『中』『大』『河』の順」という見出しを掲げた。一方、大平を支援する田中派は独自の調査で「僅差で大平1位、福田2位」とはじき出し、大平が出馬辞退しないよう激励した。福田は本選では中曽根・河本が自身に投票するよう根回しをしつつ、「1回目の投票で100点差がついたら、2位の候補は本選を辞退すべきだ」と念を押していた。マスコミも本選での三木派の動向を注視していた。
10月21日、大平、中曽根、河本敏夫（三木派）が正式に出馬表明した。中曽根と河本は次回以降の総裁選を見据えた総裁候補としての披露目の意味合いが強く、さらには所属派閥内にそれぞれ福田・大平に近い有力議員がいたことから、派として大福いずれかを支持するわけにも、自主投票として派の求心力を低下させるわけにもいかなかったことからの出馬であった。
自民党では現職総理総裁が立候補をする総裁選で現職閣僚が立候補をする際には、閣僚を辞職することが慣例化していた（例として、1964年総裁選における佐藤栄作科学技術庁長官、1966年総裁選における藤山愛一郎経済企画庁長官、1968年総裁選における三木武夫外務大臣がある）。総理総裁が続投を望んで総裁選に立候補する場面において現職閣僚が総理総裁に反旗を翻して立候補をする構図になり、閣内不一致を避けるためとされる。今回の河本は現職の通産大臣として総裁選立候補をした際に閣僚を辞任しないままであったが、河本の立候補は前述のように総裁候補としてのお披露目的要素が強かったこともあり、福田首相から閣僚罷免権を行使されることなく閣僚に在任し続けた。
福田は自らの不出馬による大福体制の維持を検討したが、結局は総裁選告示前日の10月31日に出馬を表明した。

### 予備選挙
この回の総裁選からは、国会議員による選挙の前に一般党員・党友による予備選挙が行われることになっていた。福田は、国会議員のみの投票や派閥の談合では田中派の支援を受ける大平が優位だが、今回は一般投票が込みなので自分が圧倒的に優位である、と確信していた。
自民党本部のコンピュータに入力されていた党員名簿は持ち出しが禁止されていたが、田中派の竹下登は非公開の党員名簿を手中に収めていた。竹下は予備選が導入されてから2年間、自民党全国組織委員長として全国210カ所を歩き、地方組織に予備選のシステムを説明してきた。そして訪ねた先でその都度、支部の名簿をコピーしていた。その名簿を元に東京担当の責任者の後藤田正晴はローラー作戦を展開した。秘書2人が一組になって、都下全域の党員宅をシラミつぶしに戸別訪問した。
田中は秘書の早坂茂三に命じて、電話作戦用の名簿を作らせていた。全国の知事、市町村長、正副議長、党三役、農協、漁協、商工団体、地域の企業のトップらの名前、住所、電話番号が書き込まれた名簿は幅1メートル50センチ、長さ20メートルに達していた。
11月1日、予備選挙が告示される。田中は午後からの来客を断り、執務室にテーブルを総動員をして、端から端まで電話リストを並べさせた。靴を脱いでテーブルの上に立ち、赤鉛筆をもって電話作戦を開始した。連日夜9時まで電話をかけ続けた。田中は福井県鯖江市の眼鏡協同組合の専務理事にまで電話したと伝えられている。
選挙期間中、新聞各紙は福田を僅差で大平が追うという見方を強めた。その中で田中角栄は50-60点差で大平が勝利するだろうと述べたが、この時点ではかなり強気な読みであると受け取られた。
11月26日、予備選挙実施。郵便投票が開票される。
11月27日、開票結果が発表され、大平が福田に110点差をつけて1位通過した。劣勢とみられた東京での逆転劇が大平の勝利につながった。青嵐会などは「最後まで戦うべきだ」と進言したが、福田は「総理大臣が自分で言ったことを覆すわけにはいかない」として本選を降り、大平が当選した。自民党史上、現職が総裁選に敗れたのは、福田赳夫ただ一人である。
勝利した大平は、「一瞬が意味のある時もあるが、10年が何の意味も持たないこともある。歴史とはまことに奇妙なものだ」という言葉を残している。一方福田は、「天の声もたまには変な声がある」と語った。
この予備選挙では、県内得票3位以下の候補はその県での点数がゼロとなる規定があった。そのため、本選進出の可能性が低いと見られていた中曽根・河本が2位以上を取る県において、大平・福田のいずれかが2位以上に食い込めればもう片方がその県ではゼロ点となり、首位を争う大平・福田の間の差が大きくなった。具体的には、事前予想で福田1位・中曽根2位の北海道（59点）・東京都（102点）で大平が2位に食い込めるか、河本の首位が堅いとされた兵庫県・長崎県の2位を誰が取るかが焦点となっていた。

## 選挙結果
| 候補者     | 得票数 （予備選） | 得票数 （本選） |
| ---------- | ----------------- | --------------- |
| 大平正芳   | 748点             | 当選            |
| 福田赳夫   | 638点             | 辞退            |
| 中曽根康弘 | 93点              | -               |
| 河本敏夫   | 46点              | -               |

予備選の集計方法
- 有権者は1月末までに入党・入会を申請し[24]8月31日に確定した党員103万9912人と党友18万1160人[25]。
- 11月1日告示。郵便投票であり、開票日の11月26日以前に到着した票が集計される。当時の郵便事情からすると、20日までに投函する必要があるとされた[26]。
- 党員・党友は1人1票で、1000票を1点として都道府県別に点数を割り振る。
- 各県別に票を集計し、それぞれの県における上位2候補に対して、得票数に比例して点数を割り振る。
- 全国で点を集計し、上位2候補が本選に進む。

本選挙
- 12月1日に両院議員の投票で次期総裁を決定すると予定されていた[27]。福田が辞退したことで大平が無投票当選。

## 当選者
- 大平正芳